# Ormoško jezero
Ormoško jezero je umetno akumulacijsko jezero na reki Dravi, ki leži jugovzhodno od Ormoža na meji med Slovenijo in Hrvaško. Nastalo je z zajezitvijo leta 1975 za potrebe hrvaške hidroelektrarne Varaždin, do koder je speljana voda po nekajkilometrskem obvodnem kanalu. Je eno največjih akumulacijskih jezer v Sloveniji, malo manj kot polovica površine pripada Sloveniji, preostanek pa Hrvaški. Meja med državama na tem mestu še vedno sledi nekdanjemu toku Drave pred zajezitvijo.
V neposredni bližini jezera na slovenski strani se nahajajo bazeni za odpadne vode nekdanje Tovarne sladkorja Ormož. Jezero in zdaj opuščene lagune imajo zaradi naravne zarasti obal velik regionalen pomen kot habitat za vodne ptice. Nekatere ptice uporabljajo območje za gnezdenje, druge pa kot prezimovališče ali samo postanek med selitvijo. Tako je možno tu opazovati večino vrst rac, ki se pojavljajo v Sloveniji, gnezdijo pa med drugim navadne čigre, rečni galebi in razni manjši pobrežniki.
Leta 1992 je Občina Ormož slovenski del zaščitila kot naravni rezervat, ki ga je nekaj let kasneje prevzela Vlada Republike Slovenije v državno last. Leta 2017 se mu je pridružil naravni rezervat ormoške lagune na območju, ki je zdaj v lasti Društva za opazovanje in proučevanje ptic Slovenije.